# Observações sobre Homem, sua Estrutura, seu Dever e suas Expectativas

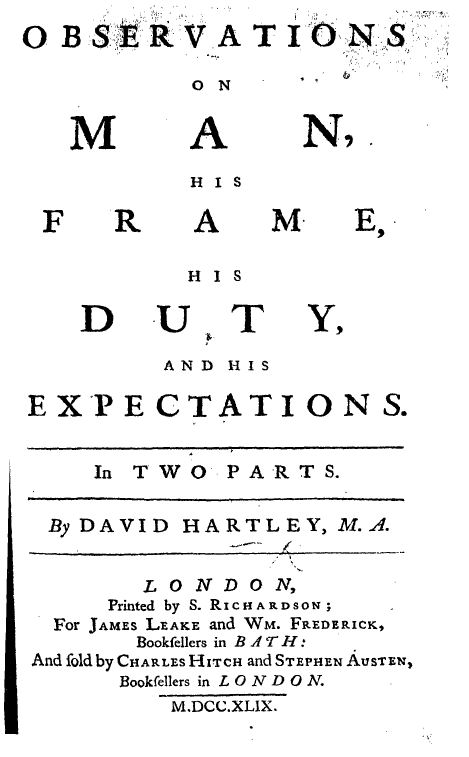
Observations on Man, his Frame his Duty and His Expectations.

Observations on Man, his Frame, his Duty, and his Expectations (tradução livre ao português: Observações sobre Homem, sua Estrutura, seu Dever e suas Expectativas) é a maior obra do filósofo britânico do século XVIII David Hartley. Publicado em duas partes em 1749 por Samuel Richardson, o livro põe as quatro principais teorias de Hartley: a doutrina das vibrações e a doutrina das associações. A primeira parte do texto trata de descrever a estrutura do corpo e mente humanos, e suas conexões e influências mútuas; a segunda, com o deveres e expectativas da humanidade.